# Elisabeth Moss
Elisabeth Moss  (Los Angeles, Califòrnia, 24 de juliol de 1982) és una actriu estatunidenca coneguda pel seu paper de "Peggy Olson" a la sèrie Mad Men (2007-2015) de la cadena AMC pel qual va ser nominada a sis Premis Emmy i també nominada al Globus d'Or a la millor actriu en sèrie dramàtica de televisió (2011). Va guanyar un Globus d'Or a la millor actriu en minisèrie o telefilm (2014) per la seva interpretació de la detectiu Robin Griffin en la minisèrie Top of the Lake.

## Biografia
Elisabeth Moss va néixer el 1982 a Los Angeles, en una família lligada a la música. El seu pare, amb arrels britàniques, agent de músics de jazz i la seva mare de Chicago ha actual amb grups de blues. Ja de ben petita Moss es va dedicar professionalment a la interpretació. El seu primer paper va ser a la sèrie Bar Girls, quan tenia vuit anys, continuant amb treballs en sèries de televisió, incloent una temporada a Picket Fences. L'experiència acumulada tant en petits papers en produccions importants com la participació en films independents ha estat la seva escola d'interpretació. L'any 1999 va suposar un salt en la seva carrera, en el film Innocència interrompuda, interpretant a Polly, una noia amb problemes, al costat d'Angelina Jolie, que va guanyar un Oscar i de Winona Ryder i d'altra banda començant amb el seu paper de la filla del president Bartlet, Zoey, a The West Wing (1999-2006) la sèrie de ficció política creada per Aaron Sorkin.
Posteriorment va seguir amb aparicions en sèries com Invasion, Grey's Anatomy, Medium i en el cine independent en films com Dazy Zero fins que es va presentar a les proves per Mad Men (2007-2015), la sèrie de publicistes ambientada en els anys seixanta creada per Matthew Weiner. Moss va interpretar el paper de Peggy Olson, la secretària convertida en redactora en els 92 episodis, rebent nominació al Globus d'Or a la millor actriu en minisèrie o telefilm (2011) i sis nominacions als Premis Emmy.
El 2013 Moss va participar com a protagonista en la sèrie Top of the Lake, creada per Jane Campion i ambientada a Nova Zelanda, que narra la cruesa d'una comunitat rural on Moss interpreta la detectiu Robin Griffin i que li va suposar guanyar el Globus d'Or a la millor actriu en minisèrie o telefilm (2014).

## Filmografia
| Any       | Títol                        | Paper               | Notes |
| --------- | ---------------------------- | ------------------- | --- |
| 1990      | Bar Girls                    | Robin               | Telefilm |
| 1990      | Lucky Chances                | Lucky - nena        | Minisèrie televisió |
| 1991      | Suburban Commando            | nena                | |
| 1991      | Anything but Love            |                     | Sèrie de televisió. Episodi: "A Tale of Two Kiddies" |
| 1992      | Midnight's Child             | Christina           | Telefilm |
| 1992–1995 | Picket Fences                | Cynthia Parks       | Sèrie de televisió. (7 episodis) |
| 1993      | Johnny Bago                  | Agnes               | Sèrie televisió. Episodi: "Hail the Conquering Marrow" |
| 1993      | Gypsy                        | Baby Louise         | Telefilm |
| 1994      | Imaginary Crimes             | Greta Weiler        | |
| 1995      | Escape to Witch Mountain     | Anna                | Telefilm |
| 1995      | Separate Lives               | Ronni Beckwith      | |
| 1995      | L'últim sopar                | Jenny Tyler         | |
| 1997      | Heretaràs la terra           | Linda               | |
| 1998      | Angelmaker                   | Little Turcott      | Curt |
| 1999      | Earthly Possessions          | Mindy               | Telefilm |
| 1999      | The Joyriders                | Jodi                | |
| 1999      | Mumford                      | Katie Brockett      | |
| 1999      | Anywhere but Here            | Rachel              | |
| 1999      | Innocència interrompuda      | Polly 'Torch' Clark | |
| 1999–2006 | The West Wing                | Zoey Bartlet        | Sèrie de televisió (25 episodis) |
| 2001      | Spirit                       | Kelly               | Telefilm |
| 2002      | West of Here                 | Cherise             | |
| 2002      | Heart of America             | Robin Walters       | |
| 2003      | Temptation                   | Morgan              | |
| 2003      | Virgin                       | Jessie Reynolds     | |
| 2003      | The Practice                 | Jessica Palmer      | Sèrie de televisió. Episodi: "Rape Shield" |
| 2003      | Desaparicions                | Anne                | |
| 2005      | Law & Order: Trial by Jury   | Katie Nevins        | Sèrie de televisió. Episodi: "Baby Boom" |
| 2005      | Bittersweet Place            | Paulie Schaffer     | |
| 2005–2006 | Invasion                     | Christina           | Sèrie de televisió (5 episodis) |
| 2006      | Law & Order: Criminal Intent | Rebecca Colemar     | Sèrie de televisió. Episodi: "The Good" |
| 2007      | Grey's Anatomy               | Nina Rogerson       | Sèrie de televisió. Episodi: "My Favorite Mistake" |
| 2007      | They Never Found Her         | Anna                | Curt |
| 2007      | Medium                       | Jennie              | Sèrie de televisió. Episodi: "No One to Watch Over Me" |
| 2007      | Day Zero                     | Patricia            | |
| 2007      | Honored                      | Katie               | Curt |
| 2007      | Ghost Whisperer              | Nikki Drake         | Sèrie de televisió. Episodi: "Unhappy Medium" |
| 2007–2015 | Mad Men                      | Peggy Olson         | Sèrie de televisió. (92 episodis. Paper principal) Nominació − Globus d'Or a la millor actriu en sèrie de televisió dramàtica (2011) Nominació − Primetime Emmy a la millor actriu en sèrie dramàtica (2009, 2010, 2011, 2012, 2013, 2015) |
| 2008      | El camino                    | Lily                | |
| 2008      | New Orleans, Mon Amour       | Hyde                | |
| 2008      | Fear Itself                  | Danny Bannerman     | Sèrie de televisió. Episodi: "Eater " |
| 2009      | Mercy                        | Lucy Morton         | Sèrie de televise. Episodi: "The Last Thing I Said Was" |
| 2009      | Què se n'ha fet dels Morgan? | Jackie Drake        | |
| 2010      | A Buddy Story                | Susan               | |
| 2010      | Get Him to the Greek         | Daphne Binks        | |
| 2012      | Per fi sols!                 | Grace Winter        | |
| 2012      | On the Road                  | Galatea Dunkel      | |
| 2013      | Top of the Lake              | Robin Griffin       | Minisèrie de televisió. (7 episodis. Paper principal) Globus d'Or a la millor actriu en minisèrie o telefilm Nominació − Primetime Emmy a la millor actriu en minisèrie o telefilm                                                         |
| 2014      | Listen Up Philip             | Ashley              | |
| 2014      | The One I Love               | Sophie              | |
| 2015      | Queen of Earth               | Catherine           | |
| 2015      | Meadowland                   | Shannon             | |
| 2015      | La veritat                   | Lucy Scott          | |
| 2016      | Chuck                        |                     | |
| 2018      | The Seagull                  | Masha               | |
| 2018      | The Old Man & the Gun        | Dorothy             | |
| 2018      | Her Smell                    | Becky Something     | També productor |
| 2019      | Light of My Life             | Mare                | |
| 2019      | Us                           | Kitty Tyler/ Dahlia | |
| 2019      | The Kitchen                  | Claire Walsh        | |
| 2020      | The French Dispatch          | alumna              | |
| 2020      | The Invisible Man            | Cecilia Kass        | |
| 2020      | Shirley                      | Shirley Jackson     | |
| 2022      | Shining Girls                | Kirby Mazrachi      | |